# Золочівське водосховище
Золочівське водосховище — водосховище, що розташоване за 3 км від промислового майданчика Золочівського цукрового заводу в північно-західній частині міста Золочів Львівської області. Водосховище побудоване для промислового водопостачання ТзОВ «Золочівагро» у 1960—1961 роках. Основним джерелом наповнення водосховища є річка Золочівка — ліва притока річки Західний Буг.
Тип водосховища — руслове. Площа озера — 1,15 км², повна ємність — 1,46 млн м³, корисна ємність — 0,88 млн м³. Використовується для організації любительського та спортивного рибальства.